# Upplands runinskrifter 762
Upplands runinskrifter 762 är en vikingatida runsten av granit i Brunna, Vårfrukyrka socken och Enköpings kommun. Runstenen är 1,15 meter hög, 1 meter bred och 0,35 meter tjock. Runorna är 7-8,5 centimeter höga. U 762 är troligen en parsten med U 779 som troligen också stått rest i Brunna från början. Stenarna har i stort sett likadana inskrifter. Stenarna är ristade av samma runristare så männen som nämns på stenarna, Järund och hans avlidne son Jarl, är tvivelsutan desamma.

## Inskriften
Translitterering av runraden:
[iaruntr + raisti] × stain × þina + aiftir + iarl × sun [si]n
Normalisering till runsvenska:
Iarundr ræisti stæin þenna æftiʀ Iarl, sun sinn.
Översättning till nusvenska:
Järund reste denna sten efter Jarl, sin son.